# Тернопільський порцеляновий завод
Тернопільський порцеляновий завод — підприємство порцеляно-фаянсової промисловості, розташоване в місті Тернопіль Тернопільської області.

## Історія
Заснований у 1964 році, він спеціалізувався на випуску чайних і кавових сервізів, кухонних, столових наборів та сувенірної продукції., 
Крім стандартної продукції на заводі виготовляли й ексклюзивну, в основному виставкову. Перша виставка, на якій представили наш завод, відбулася в Львівському музеї етнографії. Там представили вазу з ликом Леніна. Вона досі зберігається в етнографічному музеї у Львові.
Стояв у витоків заводу і організовував виробництво Дмитро Павлусик. Першим художником заводу був Петро Тарасенко, його прості, наближені до геометричних форми, на думку багатьох художників-фарфористів, були одні з найкращих: наприклад, сервіз «Ранок». Віктор Колісник і Євген Овчарик мали на заводі свою майстерню. Зокрема, художник-декоративіст Віктор Колісник був ще й десантником. Він декорував посуд квітами, птахами, оформлював багато закладів масового користування, у садочках було багато його тарелей. Роботи Колісника брали як подарунки від влади області, позаяк були високого ґатунку. У Марії Терещук було багато гарних народних мотивів з гуцульським весіллям – приміром, суповий набір. Вихованець Одеської школи, який вчився у знаного художника Михайла Жука, Віталій Горолюк був відомим своїм художнім розписом, який дуже відрізнявся від основних.
За словами Світлани Вольської, спочатку тернопільська порцеляна була білою, відтак у зв’язку з тотальною економією, стала сіруватою. Аби прикрасити цю сірість, художники придумували суцільні узори.
У жовтні 2006 року він припинив роботу, а працівників відправили в вимушені відпустки за власний рахунок.
Проблеми у підприємства почалися ще в 2000 році. З 1500 працівників свої робочі місця зберегли лише близько 360, переважно пенсіонери. У 2007 році завод було закрито без попередження працівників.
Від 2014 року житель Слов'янська Богдан Петрів намагається у Тернополі взятися за відродження фарфорового заводу.
У 2018 році відбулася виставка Тернопільської порцеляни зібраної мешканцями міста, за інціціативи історика, краєзнавця Сергія Ткачова.
Діяв музей порцеляни, колекцію якого було розкрадено.
Серед іншого на заводі виготовляли сувенірну продукцію для подарунку Президенту Казахстану Нурсултану Назарбаєву.

## Керівництво
- Обуховський Володимир
- Павлов Борис Іванович